# Franciszka Urszula Wiśniowiecki
Franciszka Urszula Radziwiłłowa, née Wiśniowiecka, est une dramaturge et poétesse polonaise de la fin de la période baroque née le 13 février 1705 à Czartorysk (pl) et morte le 23 mai 1753 à Pucewicze.

## Biographie
Ses parents sont Janusz Antoni Korybut et Teofila née Leszczyńska.

### Carrière
Outre Listy do męża pisanymi (après 1728), Przestrogami córce mojej Anna Marii (1738) et O obowiązkach żołnierza chrześcijańskiego (1748), elle est l'autrice de 16 œuvres scéniques (écrites, entre autres, pour le théâtre de Niasvij et jouées en amateur dans cette ville), imprimées en 1754 sous le titre de Komedie i tragedie przednio dowcipnym wynalazkiem, wybornym wiersza kształtem, bujnością rzeczy i poważnymi przekładami znamienite. Ces œuvres présentent des traits baroques évidents, mais s'ouvrent également au classicisme. Radziwill allie le fantastique et le grotesque à la clarté du style classique. Elle connaît les comédies de Molière et les traduit (elle est la première traductrice polonaise de Molière). Ainsi, par exemple, la pièce L'or dans le feu, datant de 1750, contient une scène entière extraite et retravaillée de L'école des femmes de Molière. Trois paraphrases de Molière sont également importantes : Le Médecin malgré lui (1752), Les Précieuses ridicules (1752) et le ballet Les Amants magnifiques (1749).
Elle est amie et correspond avec la poétesse Antonina Niemiryczowa (pl).

## Vie privée
Elle épouse Michel Casimir Radziwiłł Rybeńko en 1725.

## Récompenses et distinctions
En mai 1744, elle est nommée dame de l'Ordre de la Croix étoilée.